# 奥里诺
奥里诺（義大利語：Orino），是意大利瓦雷泽省的一个市镇。总面积3平方公里，人口851人，人口密度283.7人/平方公里（2009年）。国家统计（ISTAT）代码为012110。